# Osmoxylon pulcherrimum
Osmoxylon pulcherrimum är en araliaväxtart som beskrevs av Vidal och Fern.-vill. Osmoxylon pulcherrimum ingår i släktet Osmoxylon och familjen Araliaceae. Inga underarter finns listade.